# Сидорков, Семён Матвеевич
Семён Матвеевич Сидорков (1908—1950) — младший сержант Рабоче-крестьянской Красной Армии, участник Великой Отечественной войны, Герой Советского Союза (1944).

## Биография
Семён Сидорков родился 20 августа 1908 года в селе Городище (ныне — Болховский район Орловской области). До войны проживал и работал в Караганде. В марте 1942 года Сидорков был призван на службу в Рабоче-крестьянскую Красную Армию. С мая того же года — на фронтах Великой Отечественной войны.
К сентябрю 1943 года гвардии младший сержант Семён Сидорков командовал орудием батареи 37-го гвардейского стрелкового полка 12-й гвардейской стрелковой дивизии 9-го гвардейского стрелкового корпуса 61-й армии Центрального фронта. Отличился во время битвы за Днепр. 26 сентября 1943 года в боях у села Сидоровка (ныне — в черте посёлка Любеч Репкинского района Черниговской области Украины) расчёт Сидоркова уничтожил 1 танк, 2 бронемашины и более 30 солдат и офицеров противника. 29 сентября Сидорков с товарищами переправился через Днепр в районе села Глушец Лоевского района Гомельской области Белорусской ССР и принял активное участие в боях за захват, удержание и расширение плацдарма, отразив большое количество немецких контратак.
Указом Президиума Верховного Совета СССР «О присвоении звания Героя Советского Союза генералам, офицерскому, сержантскому и рядовому составу Красной Армии» от 15 января 1944 года за «образцовое выполнение боевых заданий командования по форсированию реки Днепр и проявленные при этом отвагу и геройство» гвардии младший сержант Семён Сидорков был удостоен высокого звания Героя Советского Союза с вручением ордена Ленина и медали «Золотая Звезда» за номером 3065.
После окончания войны Сидорков был демобилизован. Проживал и работал в Тульской области. Трагически погиб 28 мая 1950 года, похоронен в деревне Комарево Арсеньевского района Тульской области.
Был также награждён рядом медалей.
В честь Сидоркова названа улица в Караганде.